# Deutsche Rallye-Meisterschaft
Die Deutsche Rallye-Meisterschaft, kurz DRM oder Rallye-DM, ist die nationale Rallye-Meisterschaft in Deutschland. Sie wird vom Deutschen Motor Sport Bund ausgeschrieben.

## Geschichte
Die Geschichte der Deutschen Rallye-Meisterschaft reicht in die 1950er-Jahre zurück, in denen der Ablauf der Rallyes sich allerdings vom heutigen Ablauf unterschied. Damals waren diese Rallyes eher Zuverlässigkeits- und Orientierungsfahrten. Die Rallye Hessen und die Olympia-Rallye im Jahr 1972 gelten als erste Rallyes der Art, wie sie später vom Ablauf typisch waren und sind für die Deutsche Rallye-Meisterschaft. Nachdem die Deutsche Rallye-Meisterschaft im Jahr 2006 ausgesetzt wurde, wird sie seit 2007 wieder ausgeschrieben.

## Divisionen
Die Deutsche Rallye-Meisterschaft wird ausschließlich für FIA-Fahrzeuggruppen ausgeschrieben, die 2011 in folgende Divisionen eingeteilt werden:
|          | Division 1         | Division 2        | Division 3     | Division 4    | Division 5    | Division 6           |
| -------- | ------------------ | ----------------- | -------------- | ------------- | ------------- | -------------------- |
| GT       | RGT                |                   |                |               |               |                      |
| Super    | Super 2000         |                   | Super 1600     |               |               |                      |
| Gruppe R | NR4, R4, R5        |                   | R2C, R3C, R3T  | R2B           | R1A, R1B      | R3D                  |
| Gruppe A |                    | über 2.000 cm³    | bis 2.000 cm³  | bis 1.600 cm³ | bis 1.400 cm³ |                      |
| Gruppe A | ohne Allradantrieb |                   |                |               |               |                      |
| Gruppe N |                    | mit Allradantrieb | über 2.000 cm³ | bis 2.000 cm³ | bis 1.600 cm³ | Diesel bis 2.000 cm³ |
| Gruppe N | ohne Allradantrieb | mit Allradantrieb |                |               |               |                      |
| Sonstige |                    |                   |                | Kit Car       |               |                      |

Die maximale Motorleistung von Fahrzeugen der Gruppen GT2 und GT3 ist auf 300 kW, von Fahrzeugen der übrigen Gruppen auf 221 kW begrenzt. In der Division 5 sind Allradantrieb und Turbomotoren verboten. Dieselfahrzeuge werden alle der Division 6 zugeordnet.
Die Teilnahme von Fahrzeugen der DMSB-Gruppen F, G, H und AT-G war bereits vor 2010 möglich, jedoch erhielten sie keine Punkte. Seit 2010 gibt es auch für diese Klassen Divisionswertungen, für die sie punkteberechtigt sind. Dazu ist keine Einschreibung in die DRM notwendig.
World Rally Cars sind seit 2009 nicht mehr zu den Veranstaltungen der Deutschen Rallye-Meisterschaft zugelassen.

## Punktevergabe und Wertung
Meisterschaftspunkte erhalten in die Deutsche Rallye-Meisterschaft eingeschriebene Fahrer der Divisionen 1 bis 6 sowohl für ihre Platzierung im Gesamtergebnis als auch für die Platzierung in ihrer Division. Teilnehmer der Divisionen 7 bis 9 erhalten keine Punkte für die Meisterschaft, sondern nur für ihr jeweiliges Divisionsklassement. Erreicht ein Fahrer der Divisionen 7 bis 9 die Punkteränge im Gesamtergebnis, rücken die dahinter platzierten Fahrer der Divisionen 1 bis 6 in der Punktevergabe auf.
Fahrer, die nicht in die Meisterschaft eingeschrieben sind, erhalten keine Meisterschaftspunkte. Wenn diese mit einem Fahrzeug der Divisionen 1 bis 6 antreten, rücken die nachfolgend platzierten Fahrer bei der Punktevergabe jedoch nicht auf. Falls in einer Division weniger als drei Fahrer inklusive Gaststarter an den Start gehen, wird für Platzierungen in der jeweiligen Division nur die halbe Punktzahl vergeben.
Die Punktevergabe folgt seit 2011 nach folgendem Schema:
|                   | 1. | 2. | 3. | 4. | 5. | 6. | 7. | 8. | 9. | 10. | 11 | 12. |
| ----------------- | -- | -- | -- | -- | -- | -- | -- | -- | -- | --- | -- | --- |
| Gesamtergebnis    | 15 | 12 | 10 | 9  | 8  | 7  | 6  | 5  | 4  | 3   | 2  | 1   |
| Divisionsergebnis | 20 | 15 | 12 | 10 | 8  | 6  | 4  | 3  | 2  | 1   |    |     |

Bei mehr als sechs Wertungsläufen pro Jahr wird in der Jahresendwertung das schlechteste Resultat jedes Fahrers gestrichen. Bei Punktegleichheit zwischen mehreren Fahrern entscheiden die besseren Einzelresultate über die Platzierung in der Meisterschaft.
Deutscher Rallye-Meister wird derjenige Fahrer, der am Saisonende die höchste Punktzahl erreicht hat. Derjenige Fahrer, der die höchste Punktzahl mit einem Fahrzeug mit Zweiradantrieb aus den Divisionen 3 bis 6 erzielt hat, wird DRM-Sieger 2-WD. Zusätzlich werden diejenigen Fahrer, welche die höchste Punktzahl in ihrer jeweiligen Division erreicht haben, Sieger der DRM-Division X.

## Deutsche Rallye-Meister
| Jahr | Fahrer                                | Beifahrer                                       | Fahrzeug                              |
| ---- | ------------------------------------- | ----------------------------------------------- | ------------------------------------- |
| 1970 | Helmut Bein                           | Hans-Christoph Mehmel                           | BMW 2002 ti                           |
| 1971 | Achim Warmbold                        | Hans-Christoph Mehmel                           | BMW 2002 ti                           |
| 1972 | Reiner Zweibäumer                     |                                                 | BMW 1602                              |
| 1973 | Gerd Behret                           | Willi-Peter Pitz                                | Porsche 911                           |
| 1974 | Lars Carlsson                         | Peter Petersen                                  | Opel Ascona A                         |
| 1975 | Reiner Altenheimer                    | Hanno Menne                                     | Porsche 911                           |
| 1976 | Heinz-Walter Schewe                   | Wolfgang Druba                                  | Porsche 911                           |
| 1977 | Ludwig Kuhn                           | Klaus Hopfe                                     | Porsche 911                           |
| 1978 | Reinhard Hainbach                     | Peter Linzen                                    | Ford Escort RS1800                    |
| 1979 | Reinhard Hainbach                     | Klaus Fabisch                                   | Ford Escort RS1800                    |
| 1980 | Achim Warmbold                        | Wolfgang Inhester                               | Toyota Celica 2000 GT                 |
| 1981 | Alfons Stock                          | Paul Schmuck                                    | VW Golf GTI 16V                       |
| 1982 | Harald Demuth                         | Arwed Fischer                                   | Audi quattro                          |
| 1983 | Erwin Weber                           | Gunter Wanger                                   | Opel Manta 400                        |
| 1984 | Harald Demuth                         | Willy Lux                                       | Audi quattro                          |
| 1985 | Kalle Grundel                         | Peter Diekmann                                  | Peugeot 205 Turbo 16                  |
| 1986 | Michèle Mouton                        | Terry Harryman                                  | Peugeot 205 Turbo 16                  |
| 1987 | Armin Schwarz                         | Hans-Joachim Hösch                              | Audi Coupé quattro                    |
| 1988 | Armin Schwarz                         | Klaus Wicha                                     | Audi 200 quattro                      |
| 1989 | Josef Haider                          | Ferdinand Hinterleitner                         | Opel Kadett GSi 16V                   |
| 1990 | Ronald Holzer                         | Klaus Wendel                                    | Lancia Delta HF Integrale             |
| 1991 | Erwin Weber                           | Manfred Hiemer                                  | VW Rallye Golf                        |
| 1992 | Dieter Depping                        | Klaus Wendel                                    | Ford Sierra RS Cosworth               |
| 1993 | Dieter Depping                        | Peter Thul                                      | Ford Sierra RS Cosworth               |
| 1994 | Dieter Depping                        | Peter Thul                                      | Ford Escort RS Cosworth               |
| 1995 | Hermann Gassner senior                | Siegfried Schrankl                              | Mitsubishi Lancer Evo II              |
| 1996 | Armin Kremer                          | Sven Behling                                    | Mitsubishi Lancer Evo III             |
| 1997 | Matthias Kahle                        | Dieter Schneppenheim                            | Toyota Corolla WRC                    |
| 1998 | Armin Kremer                          | Fred Berßen                                     | Subaru Impreza WRC                    |
| 1999 | Armin Kremer                          | Fred Berßen                                     | Subaru Impreza WRC                    |
| 2000 | Matthias Kahle                        | Dieter Schneppenheim                            | Seat Cordoba WRC                      |
| 2001 | Matthias Kahle                        | Dieter Schneppenheim                            | Seat Cordoba WRC                      |
| 2002 | Matthias Kahle                        | Peter Göbel                                     | Škoda Octavia WRC                     |
| 2003 | Hermann Gassner senior                | Siegfried Schrankl                              | Mitsubishi Lancer Evo VII             |
| 2004 | Matthias Kahle                        | Peter Göbel                                     | Škoda Octavia WRC                     |
| 2005 | Matthias Kahle                        | Peter Göbel                                     | Škoda Fabia WRC                       |
| 2006 | nicht ausgetragen                     | nicht ausgetragen                               | nicht ausgetragen                     |
| 2007 | Hermann Gassner senior                | Siegfried Schrankl                              | Mitsubishi Lancer Evo IX              |
| 2008 | Hermann Gassner senior                | Siegfried Schrankl                              | Mitsubishi Lancer Evo IX              |
| 2009 | Hermann Gassner junior                | Katharina Wüstenhagen                           | Mitsubishi Lancer Evo IX              |
| 2010 | Matthias Kahle                        | Peter Göbel                                     | Škoda Fabia S2000                     |
| 2011 | Sandro Wallenwein                     | Marcus Poschner                                 | Subaru Impreza N15                    |
| 2012 | Mark Wallenwein                       | Stefan Kopczyk                                  | Škoda Fabia S2000                     |
| 2013 | Georg Berlandy                        | Peter Schaaf                                    | Peugeot 207 S2000                     |
| 2014 | Ruben Zeltner                         | Petra Zeltner, Thomas Zeltner, Helmar Hinneberg | Porsche 997 GT3                       |
| 2015 | Ruben Zeltner                         | Petra Zeltner                                   | Porsche 997 GT3                       |
| 2016 | Fabian Kreim                          | Frank Christian                                 | Škoda Fabia R5                        |
| 2017 | Fabian Kreim                          | Frank Christian                                 | Škoda Fabia R5                        |
| 2018 | Marijan Griebel                       | Alexander Rath                                  | Peugeot 208 T16 R5                    |
| 2019 | Fabian Kreim                          | Tobias Braun                                    | Škoda Fabia R5                        |
| 2020 | nicht ausgetragen – COVID-19-Pandemie | nicht ausgetragen – COVID-19-Pandemie           | nicht ausgetragen – COVID-19-Pandemie |
| 2021 | Marijan Griebel                       | Alexander Rath                                  | Citroen C3 Rally2                     |
| 2022 | Philip Geipel                         | Katrin Becker-Brugger                           | Škoda Fabia Rally2 evo                |
| 2023 | Marijan Griebel                       | Tobias Braun                                    | Škoda Fabia Rally2                    |